# Gertraud Ehrenfried-Gaber
Gertraud Ehrenfried-Gaber, geb. Gaber (* 26. Jänner 1941 in Graz) ist eine ehemalige österreichische Skirennläuferin.

## Biografie
Gertraud Gaber, deren Vater Otto Gaber ein erfolgreicher Fußballspieler beim Grazer AK war, begann 1956 mit intensiverem Skitraining und fuhr im Winter 1956/1957 ihre ersten Nachwuchsrennen. Sie konzentrierte sich hauptsächlich auf die technischen Disziplinen Slalom und Riesenslalom, fuhr daneben aber auch Abfahrten. Gaber schloss sich dem Akademischen Ski-Club Graz an, wurde 1959 Österreichische Jugendmeisterin im Riesenslalom und siegte 1960 in Slalom, Riesenslalom und Dreierkombination bei den Landesmeisterschaften der Steiermark. Ihr gelang der Sprung in den österreichischen Nationalkader und sie erreichte gegen Ende des Winters 1959/1960 ihre ersten internationalen Erfolge, als sie bei den Rennen am Ätna Zweite im Riesenslalom, Vierte im Slalom und damit Siegerin der Kombination wurde.
Ihren wichtigsten Erfolg feierte Gaber, die 1960 ein Biologie-Studium an der Universität Graz begonnen hatte, im März 1961, als sie hinter Marianne Jahn und Heidi Biebl Dritte im Slalom der bekannten Arlberg-Kandahar-Rennen in Mürren wurde. Einen Monat zuvor hatte sie mit dem dritten Platz im Slalom in Lienz ihr bestes Karriereergebnis bei Österreichischen Meisterschaften erzielt. Nach ihrer Heirat 1961 erreichte Ehrenfried-Gaber wie schon in den beiden Vorjahren auch im Winter 1961/1962 mehrere Top-10-Ergebnisse in FIS-Rennen und erneut einen Podestplatz, diesmal als Zweite des Riesenslaloms in Saalfelden. Für die Weltmeisterschaften 1962 in Chamonix konnte sie sich aber innerhalb des starken österreichischen Teams nicht qualifizieren.
Im Winter 1962/1963 stand Ehrenfried-Gaber als Dritte des Riesenslaloms in Mariazell ein letztes Mal in einem FIS-Rennen auf dem Podest, ehe sie 1963 im Alter von 22 Jahren ihre Karriere beendete. Neben FIS-Rennen hatte sie auch vordere Platzierungen bei Universiaden und mehrere Siege bei Akademischen Meisterschaften erreicht. Ehrenfried-Gaber blieb mit dem Skirennsport weiterhin eng verbunden. Sie wurde 1967 in Alpe d’Huez Städteweltmeisterin und war viele Jahre Technische Delegierte des Internationalen Skiverbandes FIS.